# Opsječko
Opsječko är ett samhälle i Bosnien och Hercegovina.   Det ligger i entiteten Republika Srpska, i den centrala delen av landet, 120 km nordväst om huvudstaden Sarajevo. Opsječko ligger 385 meter över havet och antalet invånare är 1 300.
Terrängen runt Opsječko är lite kuperad. Runt Opsječko är det ganska tätbefolkat, med 67 invånare per kvadratkilometer.. Närmaste större samhälle är Banja Luka, 16,5 km nordväst om Opsječko. 
I omgivningarna runt Opsječko växer i huvudsak lövfällande lövskog.